# Apen aan tafel

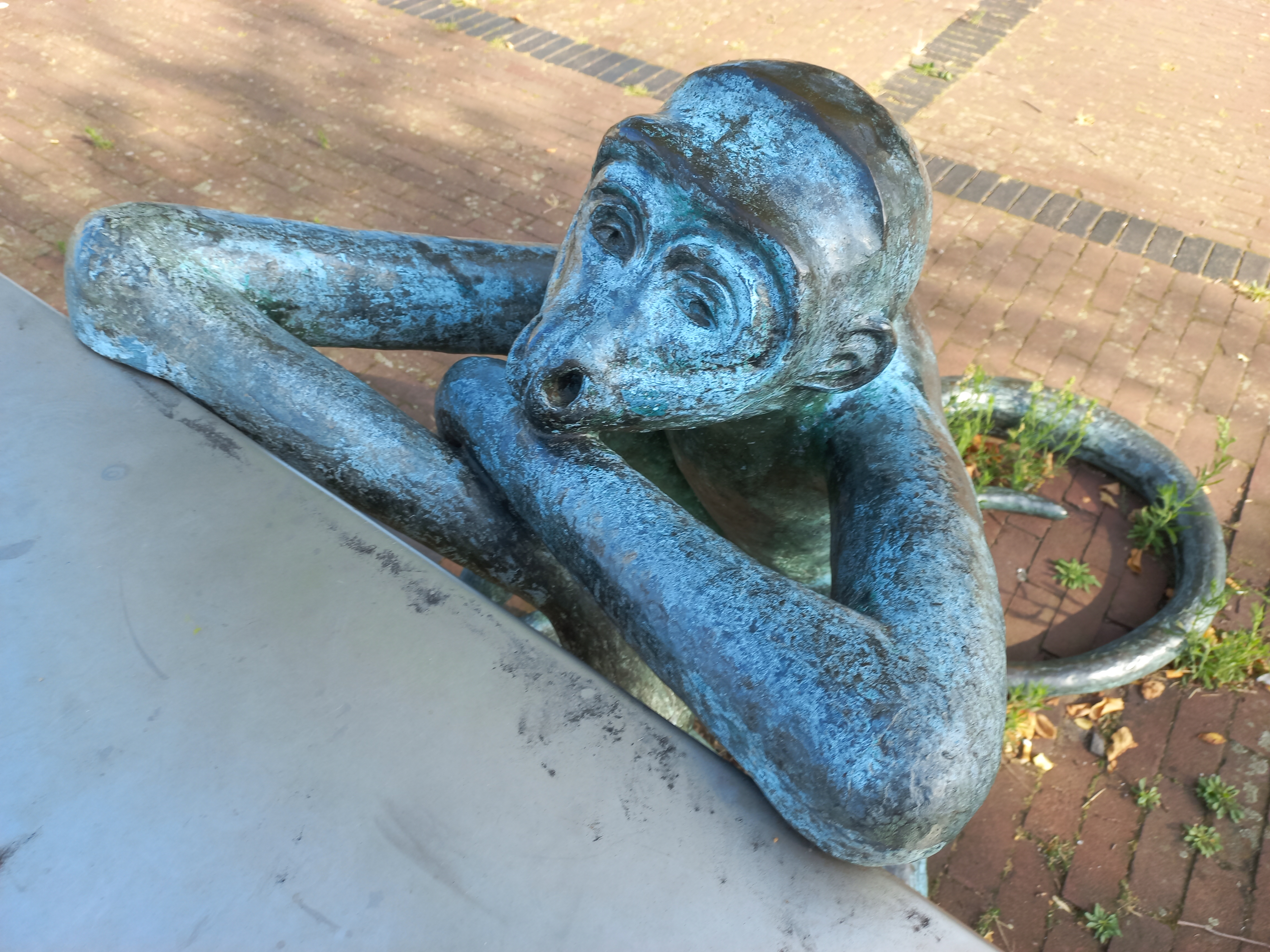
Spinaap aan tafel (augustus 2024)

Apen aan tafel is een vorm van kunst in de openbare ruimte in Amsterdam-West.
Omstreeks de eeuwwisseling rond 2000 werden delen van de Zeeheldenbuurt grondig gerenoveerd. Daarbij hoorde ook de installatie van minstens twee kunstwerken in de openbare ruimte; ze hebben een gezamenlijk thema: een tafel om aan te praten. Het Poolkleed van Alphons ter Avest kwam in de Barentszstraat te staan. Apen aan tafel van Merijn Bolink op het Zoutkeetsplein, dat toen een nieuwe inrichting kreeg. Drie aapachtigen hangen aan een tafel, twee daarvan zitten op de straattegels; één heeft een krukje nodig. Ze zitten achter een bord; een gast voor het vierde bord kan aanschuiven. De grootste van de apen is gemodelleerd naar een Japanse makaak, maar dan uitgevoerd in de stijl van de Amsterdamse School, die overigens in deze buurt niet of nauwelijks te vinden is. De kleine is gebaseerd op de gorilla (had dus de grootste moeten zijn) en heeft uitgevoerd in nikkel een sciencefictionachtige uitstraling. De derde is een weergave van een spinaap uitgevoerd in de stijl van Etruskische kunst met groenblauwe patina.
De opdracht voor dit werk kwam van Stadsdeel Westerpark.
Bolink heeft in de openbare ruimte in Amsterdam nog twee andere werken staan: de (semi-)fontein Man en schaap en de Speelplaats Falckstraat. Voorts is er een stellage van hem aanwezig in het Academisch Medisch Centrum (semiopenbaar).